# 범유전체

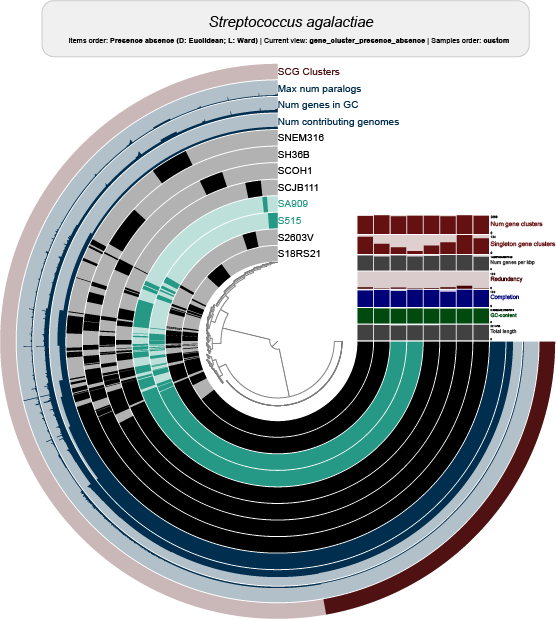

범유전체(pangenome)는 한 개체의 유전체(게놈)가 아니라, 그 개체가 포함된 다양성이 있는 집단의 유전체 전체를 해독한 것이다. 예를 들어 아프리카인족 수백명의 게놈을 분석하여, 아프리카인의 유전적 다양성을 연구한 것을 범아프리카유전체(pan African genome)이라고 부른다.

## 같이 보기
- 범유전체학
- 군유전체학
- 미생물군체학
- 전사체
- 외유전체